# 4231 Fireman
A 4231 Fireman (ideiglenes jelöléssel 1976 WD) a Naprendszer kisbolygóövében található aszteroida. A Harvard Observatory fedezte fel 1976. november 11-én.